# Bundesanstalt für zivilen Luftschutz

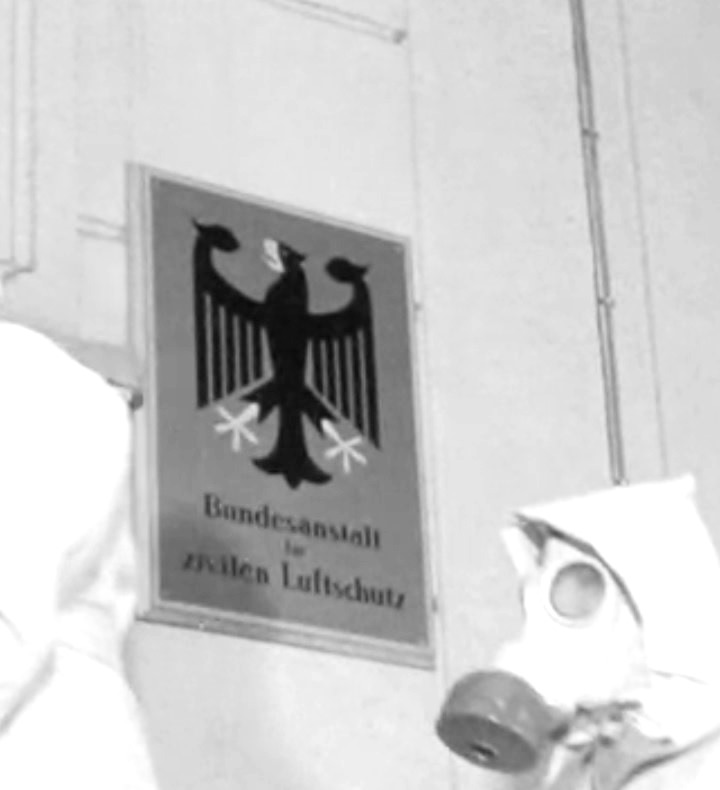
Amtsschild der Bundesanstalt für zivilen Luftschutz

Die Errichtung der Bundesanstalt für zivilen Luftschutz wurde in der Kabinettssitzung vom 11. Dezember 1953 beschlossen.
Die Aufgaben der Bundesanstalt waren:
a) Die Ausbildung leitender Luftschutzkräfte nach einheitlichen Richtlinien,
b) die Mitarbeit bei der Vorbereitung einer einheitlichen Luftschutzplanung,
c) die Sammlung und Auswertung von Veröffentlichungen des In- und Auslandes auf dem Gebiet des zivilen Luftschutzes,
d) die Aufgabenstellung und Auswertung der technisch-wissenschaftlichen Luftschutzforschung,
e) die Prüfung von ausschließlich oder überwiegend für den Luftschutz bestimmten Geräten und Mitteln, [...] sowie die Mitwirkung bei der Zulassung dieser Gegenstände und bei der Normung.
Die Bundesanstalt für zivilen Luftschutz präsentierte am 22. November 1954 in Bad Godesberg ihre Arbeit sowie eine Ausstellung mit neuer Luftschutz-Ausrüstung. Ein geländegängiges Löschgruppenfahrzeug im Einsatz, neue Schutzanzüge, Messgeräte für radioaktive Substanzen, eine Luftschutz-Sirene und das sogenannte Atomauge. Dabei handelte es sich um das Gammaskop, ein Gerät zur Feststellung von Radioaktivität im Gelände.
Die Ausbildung vermittelte die neuesten Erkenntnisse der Führung und Organisation sowie die Ergebnisse der technisch-wissenschaftlichen Forschung. 
Die Auswertung der Forschungsergebnisse beschränkt sich jedoch nicht nur auf den Beitrag zur Ausbildung, sondern fand ihren letzten Niederschlag in der Feststellung geeigneter Verfahren und Geräte für die praktische Anwendung im Rahmen des zivilen Luftschutzes.
Die Bundesanstalt für zivilen Luftschutz hatte ihren Sitz in Bad Godesberg. Sie wurde 1957 Teil der Bundesdienststelle für den zivilen Bevölkerungsschutz. Erster Präsident war bis zu seiner Pensionierung am 30. Juni 1955 der frühere Wehrmachtsgeneral Erich Hampe.